# تقويم سيخي

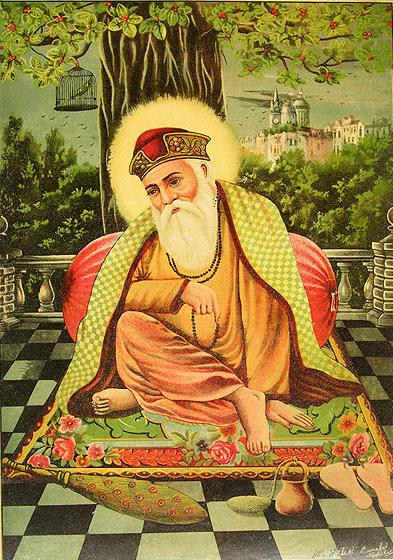

ناناكشاهي (بالبنجابية:ਨਾਨਕਸ਼ਾਹੀ) بمعنى تقويم ناناك، هو تقويم شمسي يستخدمه اتباع الديانة السيخية، تم اعتماد التقويم بواسطة لجنة شيروماني غرادوا برابهانداك لتحديد التواريخ والأحداث الهامة للسيخ.
تم تنفيذ التقويم من خلال مجموعة متميزة فقهية وعلمية من الشخصيات السيخ البارزة، أشرف عليه الأستاذ كيربال سنغ بادنجار بحضور الأعلام البارزين من القادة السيخ. وقد تم تصميم التقويم ليحل محل التقويم الهندي، حيث بدأ استخدامه فعليا في عام 1998. والسنة الأولى من التقويم هي ميلاد الغوورو السيخ الأول الغورو ناناك في سنة 1469م، وعيد رأس السنة يقع سنوياً في 14 مارس من التقويم الغريغوري.
تم قبول التقويم من حوالي 90% من أعضاء الغوردوارا في جميع أنحاء العالم، لكن هناك بعض الجدل من امكانية قبوله بين بعض القطاعات المتأصلة من السيخ.

## خصائص التقويم
- تقويم شمسي مداري.
- ناناكشاهي يسمى بعد جورو ناناك (مؤسس السيخية).
- السنة الأولى هي سنة ميلاد جورو ناناك (1469 م).
- يستخدم معظم آليات التقويم الغريغوري.
- طول السنة نفس طول سنة التقويم الغريغوري (365 يوم 5 ساعات 48 دقيقة 45 ثانية).
- يحتوي على 5 أشهر مدتها 31 يوما ويليها 7 أشهر لمدة 30 يوما.
- السنة الكبيسة كل أربع سنوات حيث يكون لشهر (فاجن) يوما إضافيا.

## شهور السنة

### جدول ترتيب شهور السنة
| الترتيب | اسم الشهر | الاسم باللغة البنجابية | عدد الأيام | التقويم الغريغوري     |
| ------- | --------- | ---------------------- | ---------- | --------------------- |
| 1       | تشيت      | ਚੇਤ                     | 31         | 14 مارس – 13 أبريل    |
| 2       | فايساخ    | ਵੈਸਾਖ                    | 31         | 14 ابريل – 14 مايو    |
| 3       | جيث       | ਜੇਠ                     | 31         | 15 مايو – 14 يونيو    |
| 4       | هارث      | ਹਾੜ                     | 31         | 15 يونيو – 15 يوليو   |
| 5       | ساوان     | ਸਾਵਣ                    | 31         | 16 يوليو – 15 أغسطس   |
| 6       | بهادون    | ਭਾਦੋਂ                     | 30         | 16 اغسطس – 14 سبتمبر  |
| 7       | آسو       | ਅੱਸੂ                     | 30         | 15 سبتمبر – 14 أكتوبر |
| 8       | كاتك      | ਕੱਤਕ                    | 30         | 15 أكتوبر – 13 نوفمبر |
| 9       | ماغار     | ਮੱਘਰ                    | 30         | 14 نوفمبر – 13 ديسمبر |
| 10      | بوه       | ਪੋਹ                     | 30         | 14 ديسمبر – 12 يناير  |
| 11      | ماغ       | ਮਾਘ                     | 30         | 13 يناير – 11 فبراير  |
| 12      | فاجن      | ਫੱਗਣ                    | 30/31      | 12 فبراير – 13 مارس   |

### بعض الأحداث والمناسبات الهامة
- 1 تشيت: رأس السنة السيخية.
- 1تشيت: أصبح الغورو هاراي (الغورو السابع).
- 1فايساخ: ميلاد الغورو ناناك.
- 3فايساخ: الغورو عمار داس أصبح (الغورو الثالث).
- 8آسو: الغورو ناناك أصبح (الغورو الأول).